# Lac de Rosenheim

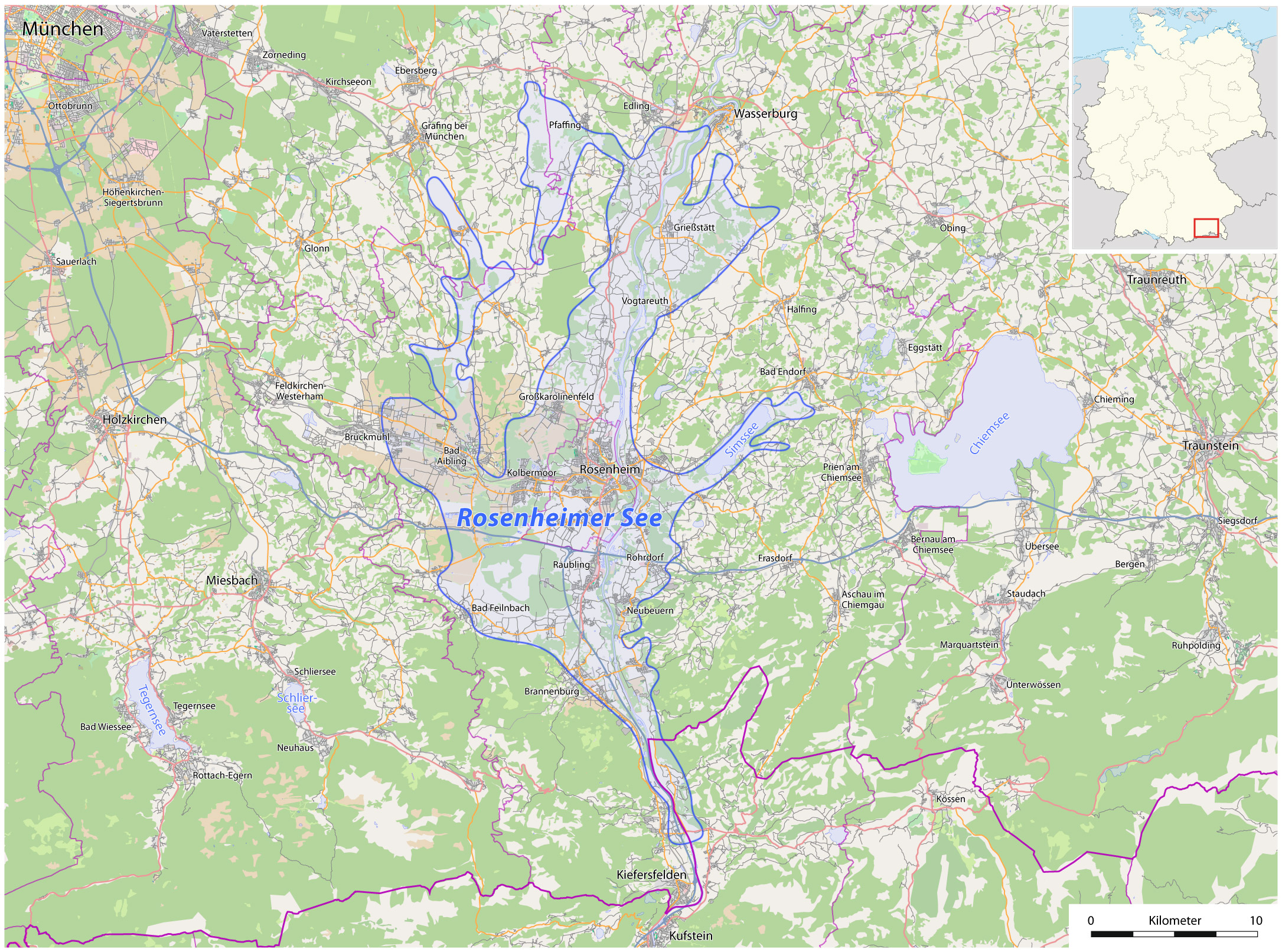
Localisation du lac de Rosenheim

Le lac de Rosenheim est un lac de 420 km2 qui a existé à la fin de la glaciation de Würm, lors du retrait du glacier de l'Inn, qui avait creusé un bassin sur son passage durant le dernier maximum glaciaire. Le lac était situé au sud de Munich, en Bavière.

## Situation
Situé au pied des Alpes, dans le sud de la Bavière, le lac s'étendait autour de la ville de Rosenheim, depuis l'actuelle frontière autrichienne jusqu'à Wasserburg am Inn. Sa forme était irrégulière car il reprenait le trajet des langues glaciaires.

## Préhistoire
Né il y a environ 20 000 ans, initialement profond de 300 mètres, il a été en partie comblé par des alluvions qui ont laissé une couche de sédiments de 150 m de hauteur et rendu le bassin relativement plat. Il y a 8 000 ans, l'Inn est parvenu à percer la moraine frontale à Wasserburg, et le lac s'est vidé en ne laissant qu'un petit reliquat, le Simssee (6,49 km²) tandis que d'autres terrains sont restés marécageux. 

## Histoire
Les fins sédiments qui se sont déposés dans le lac ont fourni une bonne terre glaise qui a servi à la fabrication de briques dès l'époque romaine. 